# 桑野稔子
桑野 稔子（くわの としこ）は、日本の栄養学者（栄養教育・健康教育・実践栄養学）。学位は、博士（医学）（岐阜大学・2000年）。静岡県立大学食品栄養科学部・大学院食品栄養環境科学研究院教授。

## 来歴

### 生い立ち
日本女子大学に進学し、家政学部の食物学科にて学んだ。日本女子大学を卒業し、のちに同大学の大学院を修了した。大学院では、家政学研究科の食物・栄養学専攻にて学んだ。なお、2000年になって、岐阜大学より博士（医学）の学位を取得した。

### 研究者として
1989年4月、岐阜女子大学に採用され、家政学部の助手として着任した。2001年4月には、岐阜女子大学にて家政学部の講師に昇任した。2002年4月には、岐阜女子大学にて家政学部の助教授に昇任した。岐阜女子大学での教育・研究活動の傍ら、岐阜県栄養士会において1998年5月から2000年4月まで岐阜支部の役員を務め、2004年5月から2006年4月まで理事と研究教育協議会の会長を務めた。そのほか、2003年4月から2006年3月まで岐阜地域食育推進会議にて、2003年4月から2005年3月まで山県市高齢者の生きがいと健康づくり推進会議にて、2006年4月から山県市食育推進会議にて、それぞれの委員を務めた。なお、2010年4月には、山県市食育推進会議の会長に就任している。
2007年4月、静岡県立大学に転じ、食品栄養科学部の准教授として着任した。食品栄養科学部においては、主として栄養生命科学科の講義を担当し、栄養教育学研究室を受け持った。また、静岡県立大学の大学院では、生活健康科学研究科の准教授を兼務することとなった。生活健康科学研究科においては、主として食品栄養科学専攻の講義を担当した。2012年、静岡県立大学の大学院の一部に研究院・学府制が導入されることになり、生活健康科学研究科は薬学研究科と統合され、2研究院1学府に再編された。それにともない、新設された食品栄養環境科学研究院においても、引き続き准教授を兼務することになった。研究院・学府制導入後、大学院においては主として薬食生命科学総合学府の講義を担当した。2014年12月、静岡県立大学にて食品栄養科学部の教授に昇任した。昇任後も主として栄養生命科学科の講義を担当し、栄養教育学研究室を受け持った。同様に、静岡県立大学の大学院では、食品栄養環境科学研究院の教授を兼務することとなった。静岡県立大学での教育・研究活動の傍ら、2010年12月から2012年11月まで、独立行政法人である日本学術振興会にて科学研究費委員会の専門委員を務めた。また、2011年8月から2013年8月まで、厚生労働省の管理栄養士国家試験委員を務めた。そのほか、2010年4月から2011年3月まで賀茂圏域版食育推進計画作成会議にて、2009年5月から静岡市食育推進会議にて、2010年4月から静岡市食教育推進委員会にて、それぞれ委員を務めた。なお、2010年4月には、静岡市食教育推進委員会の副会長に就任している。

## 研究
専門は栄養学であり、特に栄養教育、健康教育、実践栄養学といった分野を研究している。具体的には、野菜の摂取について、効果的な手法の探索と健康教育や栄養教育への応用を通じて、生活習慣病の予防や改善を図っている。また、健康教育や栄養教育に活用するため、チューイングとヒスチジンの有用性についても研究している。さらに、子供の尿を分析することで食生活と健康状態を評価し、その結果に基づき子供の保護者に対する健康教育や栄養教育を実施する構想について研究、検討している。また、学識経験者として、岐阜地域食育推進会議、山県市高齢者の生きがいと健康づくり推進会議、山県市食育推進会議、静岡市食教育推進委員会、賀茂圏域版食育推進計画作成会議などの審議会にメンバーとして参画するなど、その専門知識を生かして地域に貢献している。日本学術振興会の科学研究費委員会の専門委員や、厚生労働省の管理栄養士国家試験委員なども歴任している。

## 略歴
- 1989年 - 岐阜女子大学家政学部助手。
- 1998年 - 岐阜県栄養士会岐阜支部役員。
- 2001年 - 岐阜女子大学家政学部講師。
- 2002年 - 岐阜女子大学家政学部助教授。
- 2003年 - 岐阜地域食育推進会議委員。
- 2003年 - 山県市高齢者の生きがいと健康づくり推進会議委員。
- 2004年 - 岐阜県栄養士会理事。
- 2006年 - 山県市食育推進会議委員。
- 2007年 - 静岡県立大学食品栄養科学部准教授。
- 2007年 - 静岡県立大学大学院生活健康科学研究科准教授。
- 2009年 - 静岡市食育推進会議委員。
- 2010年 - 山県市食育推進会議会長。
- 2010年 - 静岡市食教育推進委員会副会長。
- 2010年 - 賀茂圏域版食育推進計画作成会議委員。
- 2010年 - 日本学術振興会科学研究費委員会専門委員。
- 2011年 - 厚生労働省管理栄養士国家試験委員。
- 2012年 - 静岡県立大学大学院食品栄養環境科学研究院准教授。
- 2014年 - 静岡県立大学食品栄養科学部教授。
- 2014年 - 静岡県立大学大学院食品栄養環境科学研究院教授。

## 著作

### 共著
- 木村友子・井上明美・宮澤節子編著、尾木千恵美ほか共著『楽しく学ぶ給食経営管理論』建帛社、2001年。ISBN 476790255X
- 中原澄男編著『栄養教育・指導論』建帛社、2005年。ISBN 4767902983
- 堀田千津子・平光美津子編著『栄養教育演習・実習――新・食事摂取基準対応』改訂版、みらい、2005年。ISBN 4860150619
- 木村友子・西堀すき江編著、加賀谷みえ子ほか共著『事例で学ぶ食育と健康』建帛社、2008年。ISBN 9784767903774
- 木村友子・井上明美・宮澤節子編著『楽しく学ぶ給食経営管理論』3訂2版、建帛社、2011年。ISBN 9784767904498

### 分担執筆、寄稿、等
- 岸田典子・菅淑江編著『ウエルネス栄養教育・栄養指導論』4版、医歯薬出版、2007年。ISBN 9784263720127
- 堀田千津子・平光美津子編著『栄養教育演習・実習――日本人の食事摂取基準2010年版対応』4訂版、みらい、2010年。ISBN 9784860151966
- 大森正英編『健康・栄養学用語辞典――管理栄養士・栄養士必携』中央法規出版、2012年。ISBN 9784805836026
- 日本栄養改善学会監修『管理栄養士養成課程におけるモデルコアカリキュラム準拠』7巻、医歯薬出版、2013年。ISBN 9784263709870
- 丸山千寿子・足達淑子・武見ゆかり編集『栄養教育論』改訂3版、南江堂、2013年。ISBN 9784524269686